# Thé au Portugal
 (janvier 2022).
Si vous disposez d'ouvrages ou d'articles de référence ou si vous connaissez des sites web de qualité traitant du thème abordé ici, merci de compléter l'article en donnant les références utiles à sa vérifiabilité et en les liant à la section « Notes et références ».
Du thé est cultivé au Portugal, dans les Açores, un groupe d'îles situé à 1 500 km à l'ouest de la partie continentale du Portugal. Le Portugal a été le premier à introduire la pratique de boire du thé en Europe, ainsi que le premier pays Européen à produire du thé lui-même.
En 1750, les terrains allant des champs de Capelas à ceux de Porto Formoso, sur l'île de São Miguel, étaient utilisés pour un premier essai de culture de thé. Ils donnèrent 10 kg de thé noir et 8 kg de thé vert. Un siècle plus tard, avec l'introduction de travailleurs qualifiés de Macao 1883, la production est devenue importante et la culture élargie. En suivant les instructions de ces travailleurs, les espèces jasminum grandiflorum et malva vacciones ont été introduites pour donner de la « noblesse » à l'arôme du thé, bien que seul le jasmin ne sera finalement employé.
Ce thé est actuellement commercialisé sous le nom de traité composé, « Gorreana », et est réalisé par des familles indépendantes. Aucun herbicide ou pesticide ne sont autorisés durant le processus de croissance, et les consommateurs modernes associent cette production avec les thés bio plus récents. Cependant, la production de normes relatives à la plante elle-même et sa cueillette n'ont pas changés depuis 250 ans.